# YK-Haus

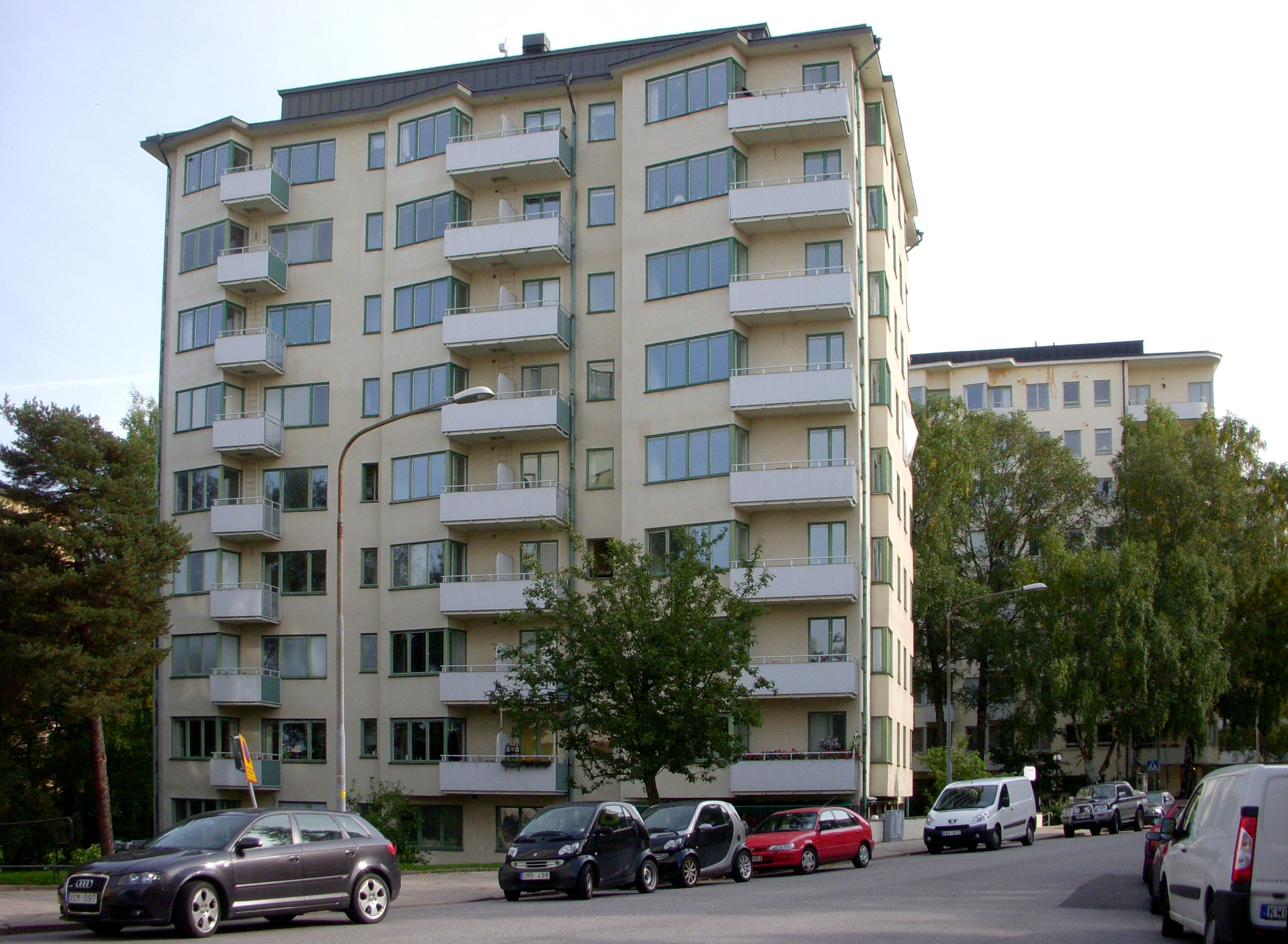
Das YK-Haus im September 2010

Das YK-Haus (schwedisch YK-huset) ist ein Wohnhaus im Stadtteil Östermalm in Stockholm. Das Gebäude wurde 1939 als Kollektivhaus nach einem gemeinsamen Entwurf der Architekten Albin Stark und Hillevi Svedberg erbaut. Der Name leitet sich von der Bauherrin, dem „Klub der berufstätigen Frauen“ (schwedisch Yrkeskvinnors Klubb, kurz YK) ab.

## Hintergrund
Die Idee des Kollektivhauses wurde in den 1930er-Jahren von einer Reihe sozialradikaler Politiker und Architekten propagiert, unter ihnen beispielsweise Alva und Gunnar Myrdal sowie die Architekten Sven Markelius und Hillevi Svedberg. Es existierten Pläne für mehrere Kollektivhäuser in Schweden, aber nur einige wenige sind realisiert worden – wie zum Beispiel neben dem so genannten YK-Haus an der Furusundsgatan in Östermalm auch das vom Architekten Sven Markelius entworfene Kollektivhaus an der John Ericssongatan in Kungsholmen.

## Geschichte

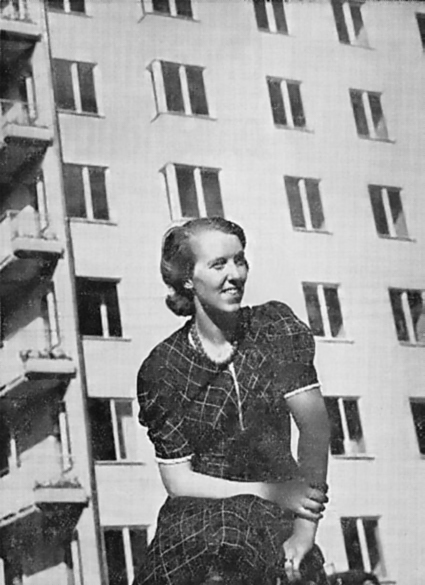
Hillevi Svedberg vor dem von ihr und Albin Stark entworfenen YK-Haus, etwa 1939/1940

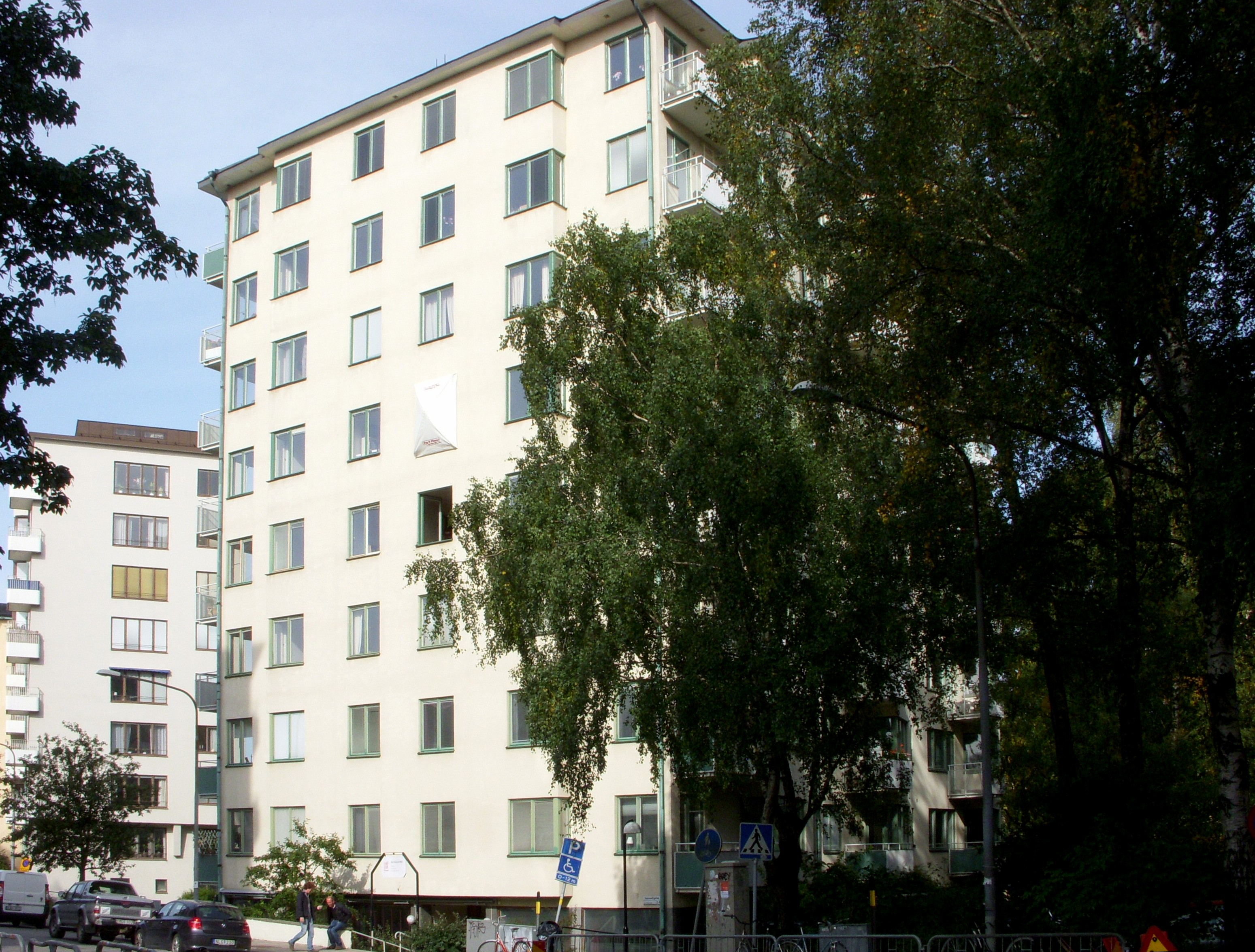
Das YK-Haus im September 2010

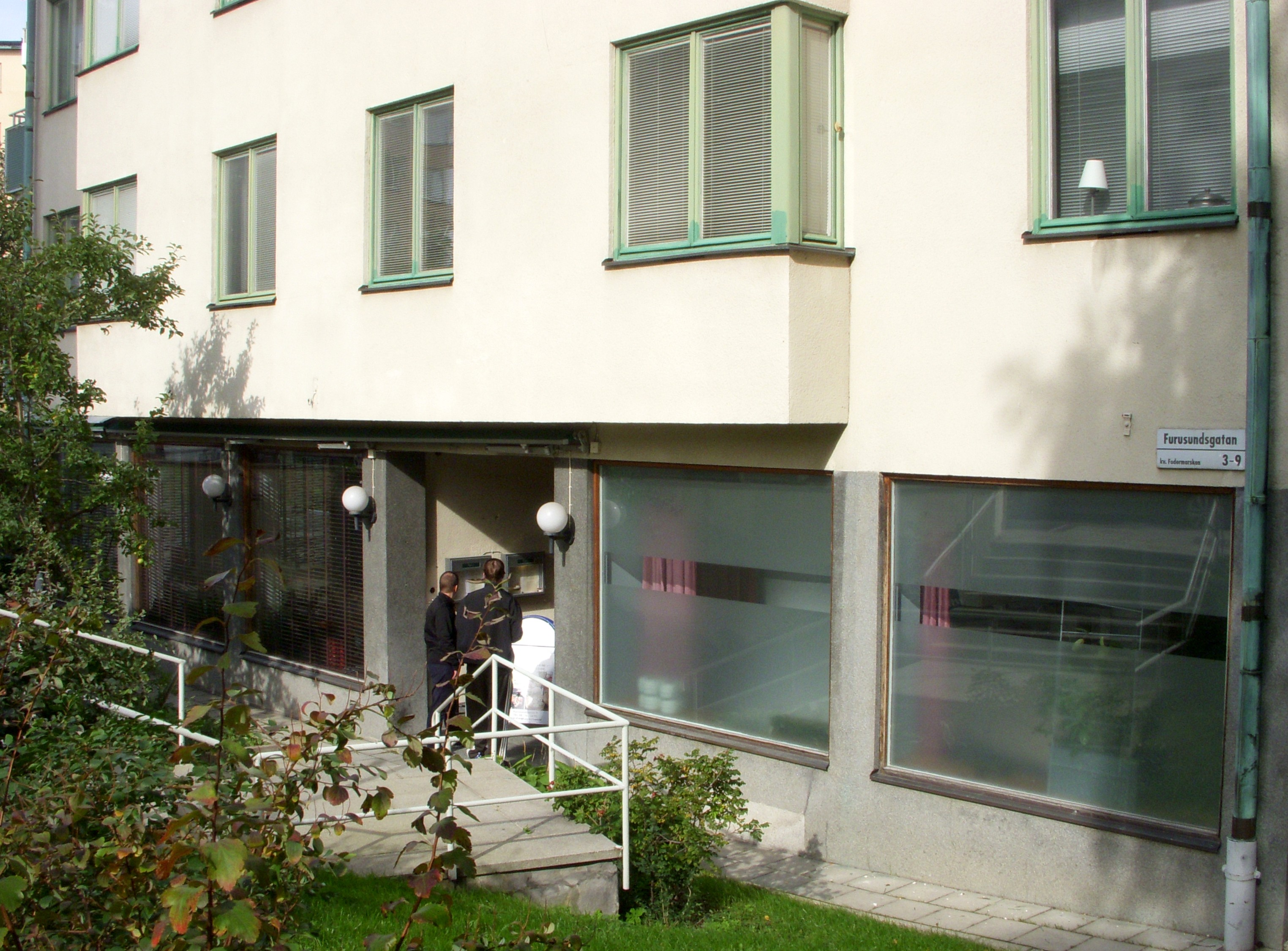
Das Restaurant im YK-Haus

Das 1939 in Zusammenarbeit mit Albin Stark entstandene YK-Haus im Stockholmer Bezirk Östermalm ist eines der bekanntesten Werke der Architektin Hillevi Svedberg. Das vom „Klub der berufstätigen Frauen“ (Yrkeskvinnors Klubb, kurz YK) in Auftrag gegebene Kollektivhaus folgte funktionalistischen Prinzipien und war auf akademisch ausgebildete Paare mit Kindern zugeschnitten.
Da von einer Berufstätigkeit beider Elternteile ausgegangen wurde, sollten Reinigungskräfte, für die sich in jedem Stockwerk ein kleineres Apartment befand, die Wohnungen der jeweiligen Etage sauber halten. In einer hauseigenen Wäscherei kümmerte sich Personal um Schmutzwäsche der Bewohner.
Das als Hochhaus entworfene Gebäude besteht neben Keller und Erdgeschoss aus acht Geschossen mit je sieben Wohnungen unterschiedlicher Größe auf jeder Etage. Die Wohnflächen variieren zwischen 19 m² und 83 m², wobei die kleinste Wohnung dem Reinigungspersonal vorbehalten war. Zum Haus in der Furusundsgatan 9 gehörten außerdem eine Turnhalle, ein kollektiver Wickelraum und ein größeres Zimmer mit Zugang zu Terrasse und Hof, in denen Kinder betreut wurden. Obwohl alle Wohnungen über eine Küche verfügten, wurden im Erdgeschoss eine Zentralküche und ein Restaurant eingerichtet, welche das Kochen in der eigenen Küche wenigstens zeitweise überflüssig machen sollte. Über einen eigens dafür vorgesehenen Aufzug wurden die Speisen in die entsprechende Etage befördert.
Die Architektin des Hauses, Hillevi Svedberg, wohnte zeitweise selbst in dem Hochhaus, und das Akademikerpaar Alva und Gunnar Myrdal zählte zeitweise ebenfalls zu den Mietern. Das Restaurant existiert immer noch und die Anwohner können sich dort weiterhin Mahlzeiten bestellen und per Aufzug zur Wohnung kommen lassen.